# Nocturnal Opera
Nocturnal Opera es el segundo álbum de la banda japonesa Moi dix Mois, lanzado el 20 de julio de 2004.

## Lista de canciones
Todas las canciones escritas y compuestas por Mana. 
| N.º   | Título                 | Duración |  |
| 1.    | «Invite to Immorality» | 0:51     |  |
| 2.    | «Nocturnal Romance»    | 3:49     |  |
| 3.    | «monophobia»           | 5:32     |  |
| 4.    | «vestige»              | 4:39     |  |
| 5.    | «Vizard»               | 3:56     |  |
| 6.    | «Mephisto Waltz»       | 4:49     |  |
| 7.    | «MAD INGRAIN»          | 0:53     |  |
| 8.    | «the Prophet»          | 4:49     |  |
| 9.    | «Perish»               | 4:32     |  |
| 10.   | «Shadows Temple-x»     | 5:15     |  |
| 11.   | «silent omen»          | 0:57     |  |
| 40:01 |                        |          |  |